# 南常七佛寺
南常七佛寺是一座古建筑，建于清，位于山西省晋中市平遥县段村镇南常村。
1982年10月10日，南常七佛寺公布为平遥县文物保护单位。